# Velký pátek

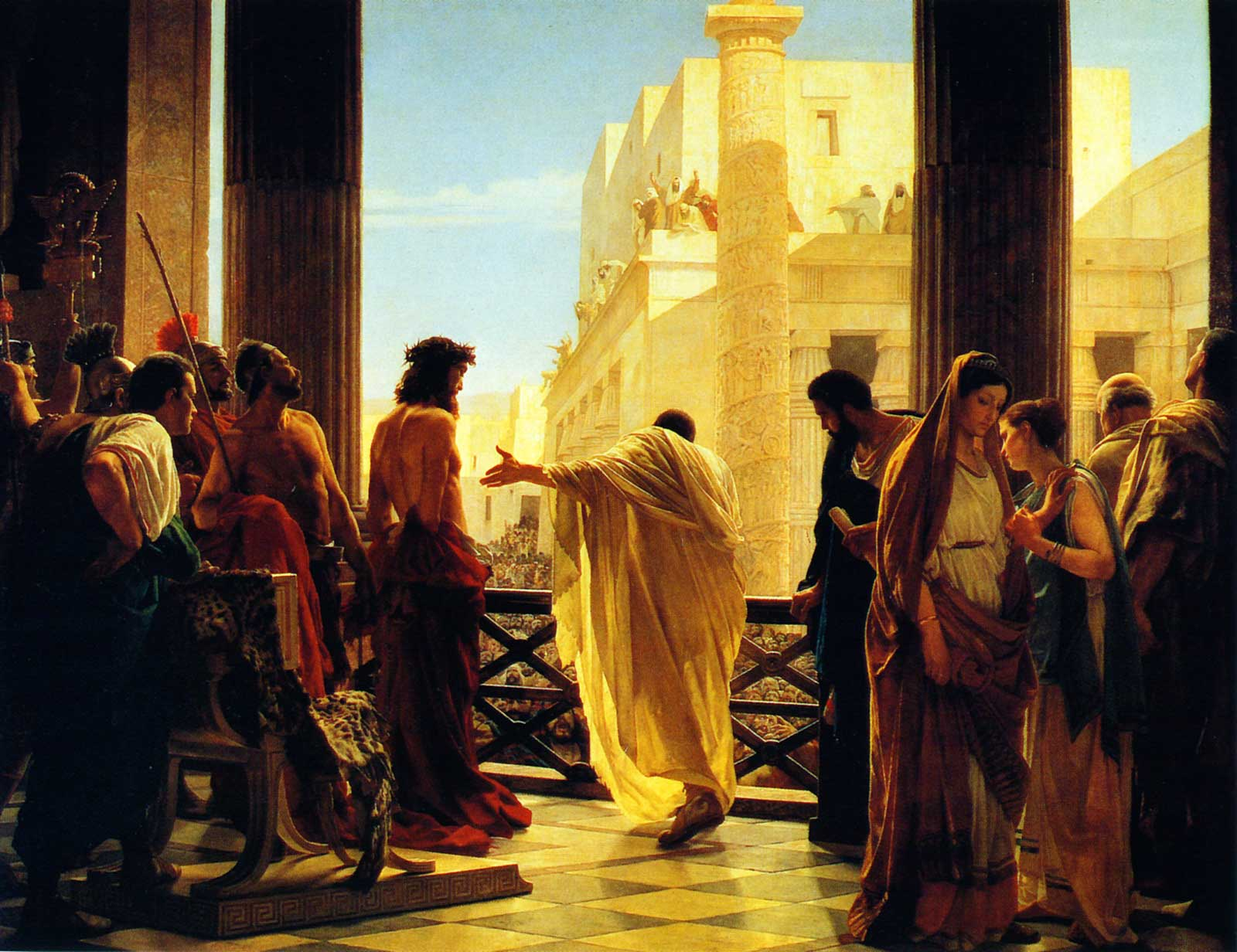
Ecce Homo (Ejhle člověk), malíř: Antonio Ciseri, 19. století

Velký pátek (latinsky Dies Passionis Domini) je křesťanský svátek připomínající ukřižování Ježíše Krista a jeho smrt na Kalvárii. Je to pátek Svatého týdne a součást velikonočního tridua. V západních církvích může tento pohyblivý svátek připadnout na datum mezi 20. březnem a 23. dubnem.
Některé státy, včetně Česka, uznávají Velký pátek jako svátek a den pracovního klidu.

## Liturgie

### Katolická církev
Na Velký pátek se neslaví mše svatá, ani nejsou povoleny pohřební obřady. V katolické liturgii se čtou z Písma Janovy pašije, někdy podané dramaticky nebo hudebně. Obřady pokračují přímluvnou modlitbou za církev, za papeže, za služebníky církve a za všechny věřící, za katechumeny, za jednotu křesťanů, za Židy, za ty, kdo věří v Boha, ale nevěří v Krista, za ty, kdo nevěří v Boha, za politiky a státníky, za ty, kdo trpí. Vrcholem obřadů je uctívání kříže. Eucharistie se v tento den neslaví. Podává se však svaté přijímání (z hostií, jež byly proměněny na Zelený čtvrtek). Výjimky se objevují jen velmi vzácně, např. v roce 2009 Svatý stolec povolil sloužení pohřební mše při státním pohřbu 205 obětí zemětřesení, které postihlo kraj Abruzzo ve střední Itálii.
Na Velký pátek se papež modlí Křížovou cestu v římském Koloseu.

### Pravoslaví
Pravoslavní též eucharistii neslaví, ale třikrát se během dne scházejí k modlitbě.

### Protestantismus
Zvláštní bohoslužby se konají i v protestantských církvích.

## Půst
Velký pátek je jedním ze dnů přísného postu.

## Úřední status

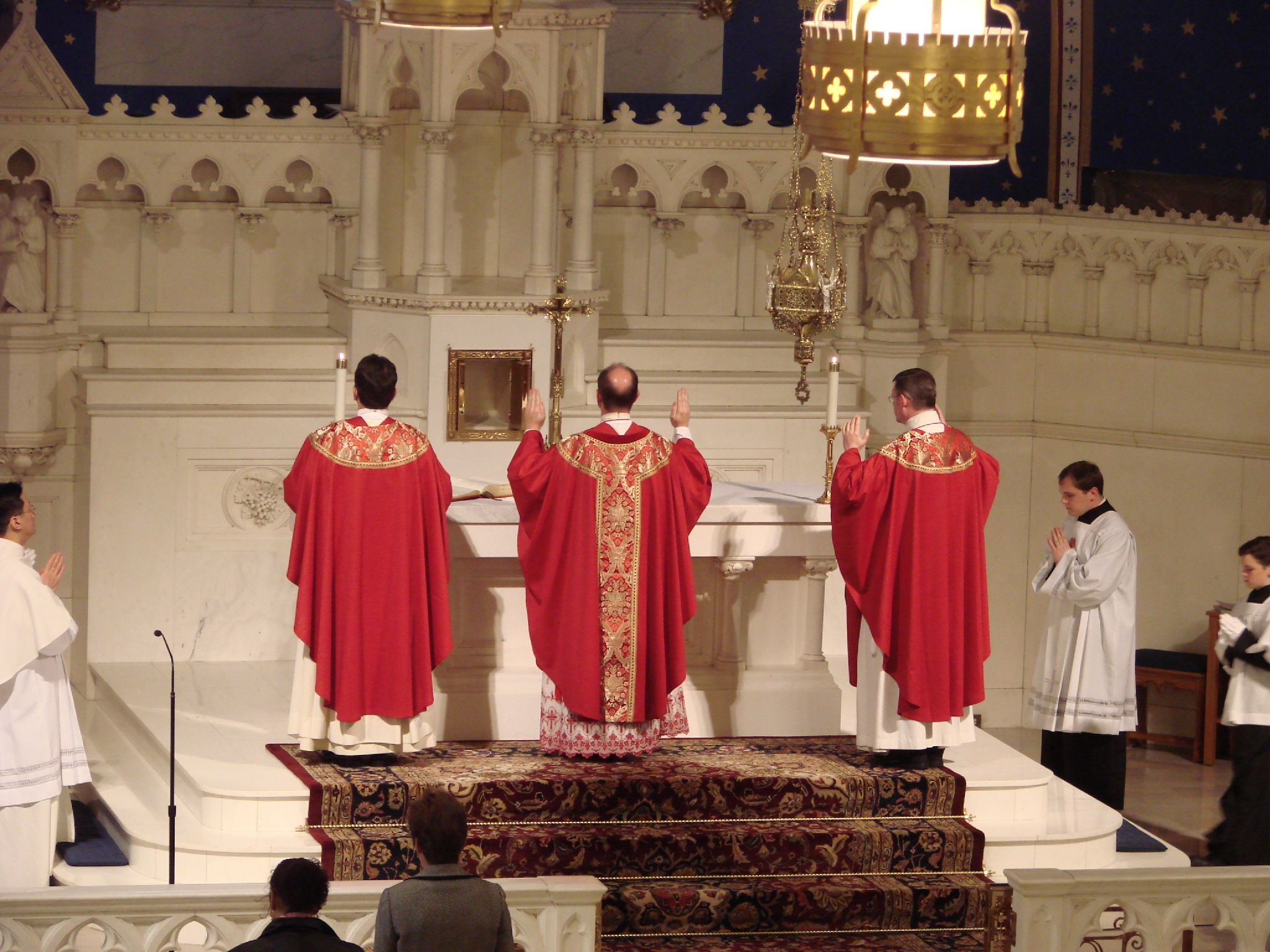
Katolické liturgické obřady na Velký pátek

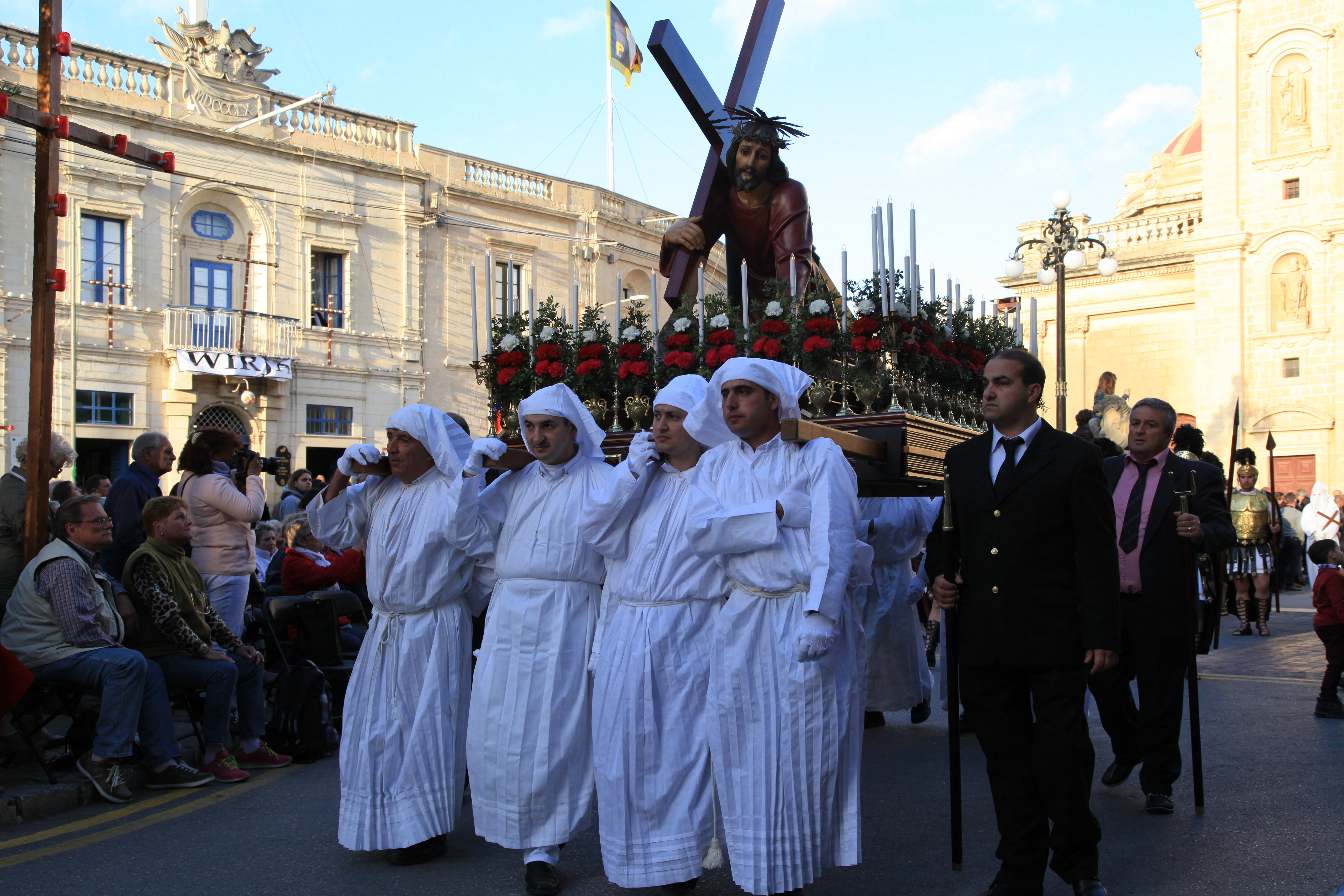
Katolický průvod na Velký pátek na ostrově Malta

Asi čtyřicet států uznává Velký pátek jako den pracovního klidu, mezi nimi například Austrálie, Brazílie, Kanada, Německo, Spojené království, Slovensko i Česko. V Rakousku mají nárok na den volna pouze evangelíci, starokatolíci a metodisté.
Ve většině německých spolkových zemí platí na Velký pátek (podobně jako v Den národního smutku) zákaz pořádání tanečních slavností a sportovních akcí.

### Velký pátek v Česku
Jako státem uznaný svátek v Československu byl Velký pátek stanoven zákonem č. 248/1946 Sb., účinným od 1. ledna 1947. Bylo tak tomu až do 1. ledna 1952, kdy za komunistického režimu začala účinnost nového svátkového zákon č. 93/1951 Sb., do něhož Velký pátek již zařazen nebyl.
Po sametové revoluci se v Česku debata o obnovení Velkého pátku jako státem uznaného svátku vynořovala vždy v době oslavy Velikonoc. Nový svátkový zákon č. 245/2000 Sb., s účinností od 9. srpna 2000, však se zařazením Velkého pátku mezi české svátky nepočítal. Kromě KDU-ČSL usilovali později o obnovu svátku například senátoři Martin Mejstřík, Soňa Paukrtová a Jaromír Štětina.
Ke změně došlo v březnu 2015, když premiér Bohuslav Sobotka vyslovil podporu návrhu koaliční KDU-ČSL. V říjnu 2015 schválila Poslanecká sněmovna návrh zákona obsahujícího Velký pátek jako svátek. V prosinci 2015 prošel zákon nejtěsnější možnou většinou v Senátu a krátce poté jej podepsal prezident Miloš Zeman. Novelizační zákon č. 359/2015 Sb., s účinností od 21. prosince 2015, tak zařadil Velký pátek mezi ostatní svátky.

## Tradice
Na Velký pátek se vážou i některé pověry, které nejsou součástí křesťanství, ale jenom lidovými tradicemi. V lidových pověrách je tento den spojován s magickými silami. V tento den se měly otevírat hory, které vydávaly poklady; v tento den se nemělo nic půjčovat, protože půjčená věc by mohla být očarována; nesmělo se hýbat se zemí (rýt, kopat, okopávat) ani prát prádlo, protože by bylo namáčeno do Kristovy krve. Velká moc se ovšem připisovala koupelím – ještě před svítáním lidé vycházeli k potůčkům, aby si zajistili pevné zdraví po celý rok. 

### Pranostiky
Česko
- Na Zelený čtvrtek hrachy zasívej, na Velký pátek se zemí nehýbej!
- Prší-li na Velký pátek, je k doufání úroda.
- Velký pátek deštivý – dělá rok žíznivý.
- Velký pátek vláha – úrodu zmáhá.
- Když na Velký pátek hřmí, na poli se urodí.